# Вілліс Вітні
Ві́лліс Ро́дні Ві́тні (англ. Willis Rodney Whitney; 22 серпня 1868 — 9 січня 1958) — американський хімік й засновник дослідницької лабораторії компанії «General Electric Company plc».

## Біографічні дані
Вілліс народився в місті Джеймстаун, штат Нью-Йорк, у сім'ї Джона й Агнес Вітні. У 1890 році отримав ступінь бакалавра в Массачусетському технологічному інституті, де пропрацював асистентом кафедри хімії до 1892 року. Після цього вчився під керівництвом Вільгельма Оствальда у Лейпцизькому університеті в Німеччині, де в 1896 році отримав ступінь доктора філософії.
У 1908 році він продовжив свою кар'єру в Массачусетському технологічному інституті, маючи спеціалізацію по електрохімії й розвитку електрохімічної теорії корозії.
З 1900 року Вітні працював неповний робочий день як радник у новоствореній дослідницькій лабораторії компанії General Electric Company plc (GEC). В реші решт він перейшов з інституту в лабораторію GEC. У 1915 році у нього в штаті було близько 250 співробітників, серед яких були Ірвінг Ленгмюр та Вільям Девід Кулідж. Вони працювали над розробленням конструкцій вакуумних і газонаповнених ламп розжарення на базі вуглецевих волокон, безпровідним телеграфом та рентгенівськими технологіями.
Вілліс Вітни вийшов у відставку зі свого поста у 1932 році, передавши посаду директора науково-дослідницької лабораторії своєму наступнику Вільяму Куліджу.
Вітні помер у Скенектаді, штат Нью-Йорк, в 1958 році.

## Участь в наукових установах
Вілліс Вітні був членом:
- Американського інституту електротехніки (англ. American Institute of Electrical Engineers; AIEE, з 1963 року увійшов до складу Інституту інженерів з електротехніки та електроніки);
- Американського електрохімічного товариства (англ. Electrochemical Society; ECS) і у 1911-1912-х був його президентом;
- Національної академії наук США;
- Інституту металів (англ. Institute of Materials, Minerals and Mining; IOM3);
- Національної дослідницької ради (англ. National Research Council; NRC);
- Національного бюро стандартів (англ. National Bureau of Standards; NBS);
- Американського хімічного товариства і у 1909-му був його президентом;
- Ради керівників Юніон коледжу;
- асоційованим редактором Журналу промислової та технічної хімії (англ. Journal of Industrial and Engineering Chemistry).

## Нагороди та почесні звання
- Почесний доктор хімії Університету Піттсбурга (1919);
- Доктор наук Юніон-коледжу (1919);
- Медаль Вілларда Гіббза (1916);
- Медаль Перкіна (1921);
- Золота медаль Національного інституту соціальних наук (1928);
- Медаль Франкліна від Інституту Франкліна (1931);
- Медаль Едісона «За внесок у розвиток електрики, винаходи та дослідження» (1934);
- Public Welfare Medal від Національної академії наук (1937)[3]
- Медаль Джона Фріца (1943)
- IRI Medal від Промислового науково-дослідного інституту (англ. Industrial Research Institute; IRI) (1946).